# Dancing Queen (álbum)
Dancing Queen es el vigésimo sexto álbum de estudio de la cantante Cher, publicado el 28 de septiembre de 2018 a través de Warner Bros Records. Está compuesto por canciones de ABBA regrabadas por la cantante, quien también coprotagonizó el musical Mamma Mia! Here We Go Again, inspirado en la música del grupo. Es la primera realización musical de Cher desde Closer to the Truth de 2013. 
El álbum recibió la aclamación de la crítica y fue un éxito comercial, debutando en la tercera casilla de lista Billboard 200 tras vender 153 mil unidades en su semana de estreno en Estados Unidos, siendo esta la casilla más alta lograda por la cantante. El álbum también lideró la lista de ventas físicas de BIllboard, siendo la primera vez que Cher llega al número uno.

## Antecedentes
Tras aparecer en el musical Mamma Mia! Here We Go Again en el cual Cher grabó los temas «Fernando» y «Super Trouper», originales del grupo ABBA, la cantante decidió grabar todo un disco con su música.
En 2017 y mientras grababa, Cher abrió la posibilidad de grabar un disco de ABBA a través de su cuenta en Twitter. El 16 de julio de 2018, la cantante hizo el anuncio oficial en The Today Show:

Luego de grabar Mamma Mia! Here We Go Again, recordé de nuevo cuan grandes y eternas son las canciones que escribieron y pensé: '¿Por que no hacer un álbum con su música?'. Las canciones fueron más difíciles de grabar de lo que pensaba pero estoy feliz con [el resultado]. Estoy emocionada de que la gente lo escuche. Es el momento perfecto
Cher

Cher también agregó que siempre le agradó ABBA y asistió al musical Mamma Mia! en Broadway tres veces. También, cuando se le preguntó sobre qué se podía esperar del álbum, ella dijo: "no es lo que piensas cuando piensas en ABBA, porque lo hice de otra manera".
El 9 de agosto de 2018 se anunció la fecha de publicación oficial: el 28 de septiembre.

## Sencillos y promoción
El 8 de agosto, Cher publicó un fragmento de «Gimme! Gimme! Gimme! (A Man After Midnight)» en sus redes sociales.. La canción fue publicada oficialmente al día siguiente y alcanzó la quinta casilla de la lista Dance Club Songs de Billboard. Una versión extendida fue lanzada oficialmente el 14 de septiembre.
El segundo sencillo, «SOS», fue estrenado digitalmente el 23 de agosto. Para promover el álbum, Cher interpretó la canción en el The Ellen DeGeneres Show el 7 de septiembre. La cantante incluyó la canción, junto con «Waterloo» y «Fernando» en su gira Here We Go Again Tour. El 18 de septiembre fue publicado el video musical en su canal oficial de YouTube.
El tercer sencillo, «One of Us», fue estrenado digitalmente el 21 de septiembre. El mismo día un vídeo promocional (mostrando un vinilo azul) fue publicado en su canal oficial de YouTube.

## Desempeño comercial
En Estados Unidos, el álbum debutó en la tercera casilla de la lista Billboard 200 tras vender 153 mil unidades en su semana de estreno, convirtiéndose en el mejor debut de su carrera en dicho país. La cantante ya había logrado esta posición previamente con Closer to the Truth. También debutó en la cima de la lista de ventas físicas de Billboard con 150 mil copias vendidas, convirtiéndolo en el mejor debut de un disco pop del año por parte de una mujer en Estados Unidos, y así mismo el primer número uno de la lista para la cantante.
En el Reino Unido, el álbum debutó en el segundo lugar, siendo el mejor debut de la cantante en 26 años con 22,677 unidades vendidas. En Irlanda, Cher entró al top 10 por primera vez en 20 años. En Australia, el álbum debutó en el segundo lugar, convirtiéndolo en su mejor debut en casi 30 años.

## Recepción de la crítica
"Dancing Queen" fue recibido, en su mayoría, con elogios de la crítica musical. En Metacritic, que asigna una puntuación normalizada de 100 a las críticas de los críticos de la corriente dominante, el álbum tiene una puntuación media de 79 basada en diez críticas, lo que indica "críticas generalmente favorables". Gay Star News dio al álbum una crítica positiva, diciendo: "Si se hubiera acercado a esta colección de grabaciones de ABBA con la seriedad de, digamos, George Michael en el excelente [Canciones del siglo pasado], se habría metido en un gran problema. En vez de eso, "Dancing Queen" es sobre diversión, entretenimiento, abandono vertiginoso. Sabe cómo complacer a la multitud, al tiempo que reconoce los deseos de sus fanáticos incondicionales." Marc Snetiker de Entertainment Weekly] le dio una crítica favorable al álbum, llamándolo "el lanzamiento más significativo de Cher desde 1998 con Believe y diciendo que "la canción final" del álbum, One of Us, es francamente una de las mejores grabaciones de Cher de los últimos años."
Nick Levine de Gay Times alabó las voces de Cher, llamándoles "gloriosas [...] - aún ricas y maravillosamente andróginas" y señalando que "conducen cada canción de principio a fin"." La británica Brittany Spanos de Rolling Stone comentó que "la chica de 72 años hace que las canciones de ABBA no sólo suenen como si debieran haber sido escritas para ella en primer lugar, sino como si pertenecieran firmemente a ella en 2018".
El periodista de Idolator, Mike Wass sintió que "cada tema irradia el brillo, la diversión y la nostalgia de una era pasada" y que Dancing Queen, aunque decepcionantemente breve, cubre todas las bases de momentos discográficos de ensueño y baladas emocionales."".
En una crítica positiva para The Guardian, se observó que "ocasionalmente Cher utiliza su marca Auto-Tune como una muleta [...] pero sobre todo actúa como una especie de portal interestelar que eleva a Abba desde la pista de baile hasta el cosmos."
En una crítica para The Times, Will Hodgkinson fue menos positivo; afirmó que el álbum ofrecía "exactamente los resultados que uno esperaría" y que "No hay nada que no le guste, pero tampoco hay nada que recomendar más allá de ser una elección divertida y pegajosa para la fiesta de Navidad."
Rolling Stone situó al álbum en el 5.º lugar de todos los álbumes pop publicados en 2018, así como la versión de Cher de "The Name of the Game" como la 22.ª mejor canción del año. El video musical de la canción "SOS" fue clasificado como el 18.º mejor video musical de 2018 por Paper.

## Here We Go Again Tour
Una gira mundial para promocionar el álbum Here We Go Again Tour, comenzó el 21 de septiembre de 2018 en Auckland, Nueva Zelanda. fue anunciada oficialmente el 7 de mayo de 2018.

## Lista de canciones
| Edición estándar |                                               |          |  |
| N.º              | Título                                        | Duración |  |
| 1.               | «Dancing Queen»                               | 3:42     |  |
| 2.               | «Gimme! Gimme! Gimme! (A Man After Midnight)» | 4:11     |  |
| 3.               | «The Name Of The Game»                        | 4:48     |  |
| 4.               | «SOS»                                         | 3:22     |  |
| 5.               | «Waterloo»                                    | 2:52     |  |
| 6.               | «Mamma Mia!»                                  | 3:34     |  |
| 7.               | «Chiquitita»                                  | 5:14     |  |
| 8.               | «Fernando»                                    | 3:57     |  |
| 9.               | «The Winner Takes It All»                     | 4:32     |  |
| 10.              | «One of Us»                                   | 3:53     |  |

## Personal
Créditos para Dancing Queen adaptados de AllMusic.
- Benny Andersson – executive producer, keyboards, mixing, piano, producer (all on "Fernando")
- Göran Arnberg – orchestration, transcription
- Chris Barrett – assistant engineer
- Rob Barron – piano
- Mat Bartram – engineer
- Thomas Bowes – orchestra leader
- Matt Brind – string arrangements, string conductor
- Andy Caine – background vocals
- Cher – vocals, concept, executive producer
- Judy Craymer – executive producer
- Björn Engelmann – mastering
- Mats Englund – bass on "Fernando"
- Linn Fijal – assistant engineer
- Matt Furmidge – mixing
- Isobel Griffiths – orchestra contractor
- Jeri Heiden – art direction, design
- Lasse Jonsson – guitar
- Martin Koch – conductor, orchestration
- Per Lindvall – drums on "Fernando"
- Bernard Löhr – engineer, mixing
- London Session Orchestra – orchestration
- Stephen Marcussen – mastering
- Paul Meehan – engineer, keyboards, programming
- Simon Meredith – saxophone
- Machado Cicala Morassut – photography
- Rocco Palladino – bass
- Adam Phillips – guitar
- Hayley Sanderson – background vocals
- Ash Soan – drums
- Nick Steinhardt – art direction, design
- Jörgen Stenberg – percussion
- Mark Taylor – engineer, keyboards, producer, programming, vocal producer
- Björn Ulvaeus – executive producer on "Fernando"
- Lasse Wellander – guitar on "Fernando"

## Charts
| Chart (2018)                       | Peak position |
| ---------------------------------- | ------------- |
| Australia (ARIA)                   | 2             |
| Austria (Ö3 Austria)               | 4             |
| Bélgica (Ultratop flamenca)        | 7             |
| Bélgica (Ultratop valona)          | 19            |
| Canadá (Billboard Canadian Albums) | 2             |
| Croacia (HDU)                      | 6             |
| República Checa (ČNS IFPI)         | 10            |
| Dinamarca (Hitlisten)              | 36            |
| Países Bajos (Album Top 100)       | 18            |
| Francia (SNEP)                     | 70            |
| Alemania (Media Control Charts)    | 5             |
| Grecia (IFPI)                      | 21            |
| Hungría (MAHASZ)                   | 5             |
| Irlanda (IRMA)                     | 10            |
| Italia (FIMI)                      | 8             |
| Japón (Oricon)                     | 257           |
| Nueva Zelanda (Recorded Music NZ)  | 2             |
| Polonia (ZPAV)                     | 41            |
| Portugal (AFP)                     | 9             |
| Eslovaquia (ČNS IFPI)              | 13            |
| Sudáfrica (RiSA)                   | 7             |
| España (PROMUSICAE)                | 2             |
| Suecia (Sverigetopplistan)         | 7             |
| Suiza (Schweizer Hitparade)        | 6             |
| Reino Unido (UK Albums Chart)      | 2             |
| Estados Unidos (Billboard 200)     | 3             |

| Chart (2018)            | Position |
| ----------------------- | -------- |
| Hungary Albums (MAHASZ) | 61       |
| UK Albums (OCC)         | 91       |
| US Billboard 200        | 193      |